# Andrea Dovizioso
Andrea Dovizioso (Forli, 23 de Março de 1986) é um motociclista italiano que disputa o mundial de MotoGP pela RNF MotoGP Racing.

## Carreira
Nascido em Forlimpopoli, Dovizioso ganhou o Italian Aprilia Challenge de 125cc em 2000.
o

## Estatisticas

### Por temporada
| Temporadas | Classe | Moto           | Time                  | Número | Corridas | Vitórias | Podiums | Pole | Volta Rápida | Pontos | Posição | WCh |
| ---------- | ------ | -------------- | --------------------- | ------ | -------- | -------- | ------- | ---- | ------------ | ------ | ------- | --- |
| 2001       | 125cc  | Aprilia RS 125 | RCGM Rubicone Corse   | 51     | 1        | 0        | 0       | 0    | 0            | 0      | NC      | –   |
| 2002       | 125cc  | Honda RS125R   | Scot Racing Team      | 34     | 16       | 0        | 0       | 0    | 0            | 42     | 16º     | –   |
| 2003       | 125cc  | Honda RS125R   | Team Scot             | 34     | 16       | 0        | 4       | 1    | 0            | 157    | 5º      | –   |
| 2004       | 125cc  | Honda RS125RW  | Kopron Team Scot      | 34     | 16       | 5        | 11      | 8    | 3            | 293    | 1º      | 1   |
| 2005       | 250cc  | Honda RS250RW  | Team Scot             | 34     | 16       | 0        | 5       | 0    | 1            | 189    | 3º      | –   |
| 2006       | 250cc  | Honda RS250RW  | Humangest Racing Team | 34     | 16       | 2        | 11      | 2    | 4            | 272    | 2º      | –   |
| 2007       | 250cc  | Honda RS250RW  | Kopron Team Scot      | 34     | 17       | 2        | 10      | 2    | 3            | 260    | 2º      | –   |
| 2008       | MotoGP | Honda RC212V   | JiR Team Scot MotoGP  | 4      | 18       | 0        | 1       | 0    | 0            | 174    | 5º      | –   |
| 2009       | MotoGP | Honda RC212V   | Repsol Honda Team     | 4      | 17       | 1        | 1       | 0    | 0            | 160    | 6º      | –   |
| 2010       | MotoGP | Honda RC212V   | Repsol Honda Team     | 4      | 18       | 0        | 7       | 1    | 1            | 206    | 5º      | –   |
| 2011       | MotoGP | Honda RC212V   | Repsol Honda Team     | 4      | 17       | 0        | 7       | 0    | 1            | 228    | 3º      | –   |
| 2012       | MotoGP | Yamaha YZR-M1  | Monster Yamaha Tech3  | 4      | 18       | 0        | 6       | 0    | 0            | 218    | 4º      | –   |
| 2013       | MotoGP | Ducati GP13    | Ducati Team           | 4      | 18       | 0        | 0       | 0    | 0            | 140    | 8º      | –   |
| 2014       | MotoGP | Ducati GP14    | Ducati Team           | 4      | 18       | 0        | 2       | 1    | 0            | 187    | 5º      | –   |
| 2015       | MotoGP | Ducati GP15    | Ducati Team           | 4      | 18       | 0        | 5       | 1    | 0            | 162    | 7º      | –   |
| 2016       | MotoGP | Ducati GP16    | Ducati Team           | 4      | 13       | 1        | 5       | 2    | 1            | 171    | 5º      |     |
| 2017       | MotoGP | Ducati GP17    | Ducati Team           | 4      | 11       | 4        | 5       | 0    | 0            | 183    | 2º      |     |
| Total      |        |                |                       |        | 264      | 15       | 80      | 18   | 14           | 3042   |         | 1   |